# Фридман, Томас
Томас Фридман (англ. Thomas Loren Friedman; род. 20 июля 1953, Сент-Луис-Парк, Миннесота) — американский журналист, трёхкратный лауреат Пулитцеровской премии (1983, 1988, 2002), член Американского философского общества (2003).

## Биография
После окончания школы в 1971 году поступил в университет Миннесоты и спустя два года перешёл в Брандейский университет, который окончил в 1975 году summa cum laude.
В 1978 году получил магистерскую степень по философии в области современных ближневосточных исследований в Оксфорде.
Летом 1978 года начал работать журналистом в Лондоне. Там он встретил Ann Bucksbaum и в том же году женился на ней. В 1985 у них родилась дочь Орли, а в 1988 году — Натали.
В мае 1981 года был приглашен на работу в газету «Нью-Йорк Таймс». С января 1995 года начал вести там собственную колонку по внешней политике.
В 1980-х годах работал корреспондентом «Нью-Йорк Таймс» в Бейруте и в Иерусалиме. За описание израильско-ливанской войны 1982 года и особенно резни в Сабре и Шатиле он был удостоен премии Пулитцера.
За описание первой палестинской интифады он получил эту премию во второй раз.

## Взгляды
Согласно Даниэлю Пайпсу, Т. Фридман относится к «ярким критикам Израиля».
В 2006 году Фридман сформулировал «Первый закон петрополитики»: «В странах сырьевой экономики динамика цены нефти и динамика развития гражданских свобод противоположны». К странам, попадающим под действие закона, он относит, в частности, Азербайджан, Нигерию, Иран, Россию, Саудовскую Аравию, Узбекистан и Венесуэлу.